# 陰陽界 (1974年)
陰陽界（英語：Blood Reincarnation）為1974年出品的香港恐怖片，國語發音，全片共分為「財」、「淫婦」、「柳天素」三段。製片者為香港鳳鳴影業公司，導演為丁善璽，出品人為楊群，楊群同時也是本片第三段「柳天素」的主演。
1980年，本片更名《陰陽怪談》於臺灣上映。1995年，香港亞洲電視拍攝電視劇《包青天》，其中一個單元「情牽陰陽界」，也改篇自「柳天素」之故事，楊群本人亦在該單元中登場。
2011年8月，作家張大春表示，其編撰的舞臺劇《當岳母刺字時媳婦是不贊成的》中，岳飛「還魂」的橋段乃是借鏡自本片（出自「柳天素」之情節）。2011年11月，金馬國際影展在臺灣重映此片。

## 製作
- 導演：丁善璽
- 編劇：丁善璽
- 監製：俞鳳至
- 攝影：陳清渠
- 製片：高飛、馬斐
- 錄音：張華
- 剪接：蔣國權
- 燈光：黃維新
- 服裝：馬家華
- 出品人：楊群
- 化妝：林鴻顈
- 副導演：潘榕民
- 髮型：龍麗卿
- 道具：楊世正
- 配樂：周福良

## 演員
- 于洋
- 王萊
- 王婷
- 石天
- 曾江
- 喬宏
- 楊群（飾柳天素）
- 李允中
- 唐寶雲（飾秀紋）
- 孟莉
- 房勉
- 姜南
- 黃莎莉
- 張佩山
- 楊曉桐
- 歐陽莎菲（飾柳母）
- 齊連奎（飾趙雄）

## 外部連結
- 開眼電影網上《陰陽界》的資料（繁體中文）
- 香港影庫上《陰陽界》的資料（繁體中文）
- 时光网上《陰陽界》的資料（简体中文）
- 豆瓣电影上《陰陽界》的資料 （简体中文）
- AllMovie上《陰陽界》的资料（英文）
- 互联网电影数据库（IMDb）上《陰陽界》的资料（英文）